# Ménesplet
Ménesplet är en kommun i departementet Dordogne i regionen Nouvelle-Aquitaine i sydvästra Frankrike. Kommunen ligger i kantonen Montpon-Ménestérol som tillhör arrondissementet Périgueux. År 2022 hade Ménesplet 1 911 invånare.

## Befolkningsutveckling
Antalet invånare i kommunen Ménesplet
Referens:INSEE